# Zemský okres Rýn-Neckar
Zemský okres Rýn-Neckar (německy Rhein-Neckar-Kreis) je zemský okres v německé spolkové zemi Bádensko-Württembersko, ve vládním obvodu Karlsruhe. Sídlem správy zemského okresu je město Heidelberg, které ovšem není jeho součástí. Má přibližně 548 tisíc obyvatel. 

## Města a obce
| Města: 1. Eberbach 2. Eppelheim 3. Hemsbach 4. Hockenheim 5. Ladenburg 6. Leimen 7. Neckarbischofsheim 8. Neckargemünd 9. Rauenberg 10. Schönau 11. Schriesheim 12. Schwetzingen 13. Sinsheim 14. Waibstadt 15. Walldorf 16. Weinheim 17. Wiesloch | Obce: 1. Altlußheim 2. Angelbachtal 3. Bammental 4. Brühl 5. Dielheim 6. Dossenheim 7. Edingen-Neckarhausen 8. Epfenbach 9. Eschelbronn 10. Gaiberg 11. Heddesbach 12. Heddesheim 13. Heiligkreuzsteinach 14. Helmstadt-Bargen 15. Hirschberg 16. Ilvesheim 17. Ketsch 18. Laudenbach 19. Lobbach 20. Malsch 21. Mauer 22. Meckesheim 23. Mühlhausen 24. Neidenstein 25. Neulußheim 26. Nußloch 27. Oftersheim 28. Plankstadt 29. Reichartshausen 30. Reilingen 31. Sandhausen 32. Sankt Leon-Rot 33. Schönbrunn 34. Spechbach 35. Wiesenbach 36. Wilhelmsfeld 37. Zuzenhausen |